# Mr. Airavata
 (avril 2016).
Si vous disposez d'ouvrages ou d'articles de référence ou si vous connaissez des sites web de qualité traitant du thème abordé ici, merci de compléter l'article en donnant les références utiles à sa vérifiabilité et en les liant à la section « Notes et références ».
Mr. Airavata est un film d'action kannada réalisé par A. P. Arjun sorti en 2015.

## Distribution
- Darshan
- Urvashi Rautela
- Prakash Raj
- Ananth Nag
- Sithara
- Bullet Prakash
- Vineesh Darshan
- Raghav Uday
- Petrol Prasanna
- Chikkanna
- Sadhu Kokila
- Avinash
- Ashok
- Sindhu Lokanath Apparition spéciale